# Peak Antifreeze Indy 300 2006
Peak Antifreeze Indy 300 2006 var ett race som var den fjortonde deltävlingen i IndyCar Series 2006. Racet kördes den 10 september på Chicagoland Speedway, och vanns av Dan Wheldon. Med segern och flest ledda varv gjorde Wheldon allt som stod i hans makt för att säkra titeln, men ingen av Marlboro Team Penskes förare fick då sluta på prispallen, och även om Wheldons teamkamrat Scott Dixon blev tvåa, så var de bägge Penskeförarna Sam Hornish Jr. och Hélio Castroneves trea och fyra. Wheldons segermarginal till Dixon var 0,189 sekunder, medan Dixon i sin tur hade 0,043 sekunder ned till Hornish. Dixons mästerskapschanser var ännu mer begränsade än vad Wheldons var, och han slutade fyra i mästerskapet. Hornish tredjeplats säkrade istället hans tredje titel. Efter att tidigare vunnit 2001 och 2002 tog Hornish hem titeln i kraft av fler segrar, men på samma poäng som tvåan Wheldon. Castroneves blev trea, i sin tur bara två poäng från titeln.

## Slutresultat
| Plats | Förare            | Team                     | Grid | Kvaltid |
| ----- | ----------------- | ------------------------ | ---- | ------- |
| 1     | Dan Wheldon       | Chip Ganassi Racing      | 3    | 25,523  |
| 2     | Scott Dixon       | Chip Ganassi Racing      | 2    | 25,499  |
| 3     | Sam Hornish Jr.   | Marlboro Team Penske     | 1    | 25,413  |
| 4     | Hélio Castroneves | Marlboro Team Penske     | 4    | 25,579  |
| 5     | Ed Carpenter      | Vision Racing            | 12   | 25,800  |
| 6     | Vitor Meira       | Panther Racing           | 6    | 25,633  |
| 7     | Tony Kanaan       | Andretti Green Racing    | 13   | 25,843  |
| 8     | Jeff Simmons      | Rahal Letterman Racing   | 10   | 25,789  |
| 9     | Scott Sharp       | Fernández Racing         | 5    | 25,621  |
| 10    | Tomas Scheckter   | Vision Racing            | 7    | 25,687  |
| 11    | Kosuke Matsuura   | Fernández Racing         | 8    | 25,724  |
| 12    | Danica Patrick    | Rahal Letterman Racing   | 15   | 25,914  |
| 13    | Buddy Rice        | Rahal Letterman Racing   | 9    | 25,733  |
| 14    | A.J. Foyt IV      | Andretti Green Racing    | 11   | 25,791  |
| 15    | Bryan Herta       | Andretti Green Racing    | 18   | 25,973  |
| 16    | Sarah Fisher      | Dreyer & Reinbold Racing | 16   | 25,941  |
| 17    | Jeff Bucknum      | Rahal Letterman Racing   | 17   | 25,970  |
| 18    | Marco Andretti    | Andretti Green Racing    | 14   | 25,890  |
| 19    | Marty Roth        | Roth Racing              | 19   | 26,092  |